# Gobiomorphus alpinus
Gobiomorphus alpinus е вид лъчеперка от семейство Eleotridae. Видът е световно застрашен, със статут Уязвим.

## Разпространение
Разпространен е в Нова Зеландия (Северен остров и Южен остров).